# Новые Камышлы
Новые Камышлы (баш. Яңы Ҡамышлы) — деревня в Кушнаренковском районе Республики Башкортостан Российской Федерации. Входит в состав Старокамышлинского сельсовета. 

## География

### Географическое положение
Расстояние до:
- районного центра (Кушнаренково): 48 км,
- центра сельсовета (Старые Камышлы): 12 км,
- ближайшей ж/д станции (Уфа): 41 км.

## Население
| 2002 | 2009 | 2010 |
| ---- | ---- | ---- |
| 68   | ↗72  | ↘53  |

Национальный состав
Согласно переписи 2002 года, преобладающие национальности — татары (52 %), башкиры (47 %).